# 富顺镇 (茂县)
富顺镇，原为富顺乡，是中华人民共和国四川省阿坝藏族羌族自治州茂县下辖的一个行政建制镇。2019年12月，撤销光明镇，将原光明镇所属行政区域划归富顺镇管辖。

## 行政区划
富顺镇下辖以下地区：
甘沟村、槽木村、瓦窑村、鱼听村、唱斗村、永城村、团结村、神溪村和宝顶村。
2019年12月调整后，富顺镇辖马蹄村、胜利村、中心村、上关子村、明脚底村、刀溪沟村和和平村、宝顶村、槽木村、唱斗村、甘沟村、神溪村、瓦窑村、鱼听村。